# The Blueprint
The Blueprint — шостий студійний альбом американського репера Jay-Z, випущений 11 вересня 2001 року на лейблах Roc-A-Fella Records і Def Jam Recordings. Його випуск було призначено на тиждень раніше, ніж спочатку планувалося, щоб боротися з контрабандою.  
На відміну від радіо-френдлі звучання попередніх робіт Jay-Z, The Blueprint містить соул-семплінг і продакшн від Каньє Веста, Just Blaze, Bink, Timbaland, Trackmasters і Емінема, який також є гостьовим виконавцем в альбомі. Синли: «Izzo (H.O.V.A)», «Girls, Girls, Girls», «Jigga That Nigga» і «Song Cry». У пісні «Takeover» Jay-Z диссить двох реперів з Квінсбріджа Nas і Prodigy.
The Blueprint отримав загальне визнання музичних критиків. Він вважається одним із найкращих альбомів Джея, а також одним із найкращих хіп-хоп альбомів усіх часів. Незважаючи на те, що його реліз збігся з атаками 11 вересня, він був проданий у кількості понад 427 000 примірників за перший тиждень і дебютував на першому місці в США, утримуючи це місце протягом трьох тижнів. Пізніше він отримав двоплатиновий сертифікат RIAA. Станом на лютий 2012 року продажі становили 2,7 мільйона копій.
У 2019 році альбом був обраний Бібліотекою Конгресу США для збереження в Національному реєстрі звукозаписів Сполучених Штатів як «культурно, історично чи естетично значущий», будучи першим таким записом, створеним у 21 столітті.
У 2003 році альбом посів 464 місце в списку 500 найкращих альбомів усіх часів за версією Rolling Stone, у переглянутому списку 2012 року він займав 252 місце, а у оновленому списку 2020 року альбом посів 50-е місце. Pitchfork назвав The Blueprint другим найкращим альбомом 2000–2004 років, а в 2010 році він посів п’яте місце в їх списку 200 найкращих альбомів 2000-х. Він посідає 4 місце в списку «100 найкращих альбомів 2000-х» журналу Rolling Stone. У ретроспективній статті 2007 року журналу XXL альбом отримав ідеальну оцінку «XXL». The Blueprint також увійшов до книги 1001 альбом, який ви повинні почути перед смертю.

## Список композицій
| #   | Назва                               | Автор | Продюсер(и)           | Тривалість |
| --- | ----------------------------------- | --- | --------------------- | ---------- |
| 1.  | «The Ruler's Back»                  | Shawn Carter Roosevelt Harrell III Phil Hurtt Walter Sigler                                                                                | Bink                  | 3:50       |
| 2.  | «Takeover»                          | Carter Kanye West Eric Burdon Lawrence Parker Alan Lomax Bryan Chandler Rodney Lemay Jim Morrison John Densmore Robby Krieger Ray Manzarek | Kanye West            | 5:13       |
| 3.  | «Izzo (H.O.V.A.)»                   | Carter West Berry Gordy Alphonso Mizell Freddie Perren Deke Richards                                                                       | Kanye West            | 4:00       |
| 4.  | «Girls, Girls, Girls»               | Carter Justin Smith Tom Brock Robert Relf                                                                                                  | Just Blaze            | 4:35       |
| 5.  | «Jigga That Nigga»                  | Carter Jean-Claude Olivier Samuel Barnes                                                                                                   | Trackmasters          | 3:24       |
| 6.  | «U Don't Know»                      | Carter Smith Bobby Byrd | Just Blaze            | 3:19       |
| 7.  | «Hola' Hovito»                      | Carter Timothy Mosley | Timbaland             | 4:33       |
| 8.  | «Heart of the City (Ain't No Love)» | Carter West Michael Price Dan Walsh | Kanye West            | 3:43       |
| 9.  | «Never Change»                      | Carter West Robert Eugene Miller | Kanye West            | 3:59       |
| 10. | «Song Cry»                          | Carter Smith Douglas Gibbs Ralph Johnson                                                                                                   | Just Blaze            | 5:04       |
| 11. | «All I Need»                        | Carter Harrell Michael D. Monroe | Bink                  | 4:27       |
| 12. | «Renegade» (за участю Eminem)       | Carter Marshall Mathers Luis Resto | Eminem Luis Resto [a] | 5:38       |
| 13. | «Blueprint (Momma Loves Me)»        | Carter Harrell Al Green | Bink                  | 3:41       |

| Приховані треки | Приховані треки                   | Приховані треки                                                                                 | Приховані треки | Приховані треки |
| #               | Назва                             | Автор                                                                                           | Продюсер(и)     | Тривалість      |
| --------------- | --------------------------------- | ----------------------------------------------------------------------------------------------- | --------------- | --------------- |
| 14.             | «Breathe Easy (Lyrical Exercise)» | Carter Smith Tyrone Thomas August Moon Gerald Brown Stanley Clarke Michael Garson Raymond Gomez | Just Blaze      | 3:45            |
| 15.             | «Girls, Girls, Girls (Part 2)»    | Carter Smith Robert Poindexter Jackie Members                                                   | Kanye West      | 4:14            |

## Чарти
| Чарт (2001)                                  | Найвища позиція |
| -------------------------------------------- | --------------- |
| Канада Canadian Albums (Billboard)           | 3               |
| Canadian R&B Albums (Nielsen SoundScan)      | 7               |
| Нідерланди Dutch Albums (MegaCharts)         | 51              |
| Франція French Albums (SNEP)                 | 73              |
| Німеччина German Albums (Offizielle Top 100) | 55              |
| Норвегія Norwegian Albums (VG-lista)         | 36              |
| Шотландія Scottish Albums (OCC)              | 56              |
| Швеція Swedish Albums (Sverigetopplistan)    | 30              |
| Швейцарія Swiss Albums (Schweizer Hitparade) | 59              |
| Велика Британія UK Albums (OCC)              | 30              |
| США Billboard 200                            | 1               |
| США Top R&B/Hip-Hop Albums (Billboard)       | 1               |

## Сертифікації
| Регіон                                             | Сертифікація  | Продажі    |
| -------------------------------------------------- | ------------- | ---------- |
| Канада (Music Canada)                              | Платиновий    | 100 000^   |
| Велика Британія (BPI)                              | Золотий       | 212,000    |
| США (RIAA)                                         | 2× Платиновий | 2 000 000^ |
| ^відвантаження, що базуються лише на сертифікаціях |               |            |